# Juri Nikolajewitsch Medwedew
Juri Nikolajewitsch Medwedew (russisch Юрий Николаевич Медведев; * 1. April 1920 in Mytischtschi, Sowjetrussland; † 19. Juli 1991 in Homel, Sowjetunion) war ein sowjetischer Theater- und Film-Schauspieler sowie Synchronsprecher.

## Laufbahn
Medwedew schloss 1942 das Staatliche Institut für Theaterkunst ab und trat bis Kriegsende als Frontdarsteller auf. Danach gehörte er bis 1986 dem Moskauer Jermolow-Theater an und spielte anschließend bis zu seinem Tod am Maly-Theater. Medwedew war vor allem als Darsteller in Komödien bekannt und gab zumeist volkstümliche Charaktere, die entweder durch Albernheit oder durch Heimtücke hervorstachen. Er war dabei in den Werken bekannter Bühnenautoren zu sehen.
Ab 1954 trat Medwedew in über 140 Kino- und Fernsehproduktionen auf, wobei seine Rollenauswahl der im Theater ähnelte. So beteiligte er sich zum Beispiel an zwei Adaptionen des Romans Zwölf Stühle sowie zwei Märchenfilmen Michail Jusowskis. Projekte mit ernsthaftem Hintergrund waren unter anderem die internationalen Produktionen Normandie – Njemen (1960) und Schuld und Sühne (1970). Seine einzige Hauptrolle in einem abendfüllenden Werk spielte Medwedew in der bei Tadschikfilm gedrehten Komödie Семь похищенных женихов (Sem pochischtschennych schenichow, 1977). Parallel dazu war er auch als Synchronsprecher zu hören, anfangs in Animationsfilmen von Alexandra Gawrilowna Sneschko-Blozkaja und später auch für andere Regisseure. Hinzu kamen Sprechrollen in zwei Realfilmen. Außerdem gehörte er zur Besetzung des Dokumentarfilms Профессия – киноактёр (Professija – kinoaktjor, 1980).
Medwedew war Träger der Titel Verdienter Künstler der RSFSR (20. Dezember 1972) und Volkskünstler der RSFSR (3. Juli 1981) sowie seit 1971 Mitglied der KPdSU.
Er starb während Dreharbeiten in Homel an Herzversagen, sein Grab befindet sich auf dem Friedhof Trojekurowo, Abschnitt 2.

## Theaterarbeit (Auswahl)

### Jermolow-Theater
- Старые друзья (Staryje drusja) – von Leoni Antonowitsch Maljugin
- Люди с чистой совестью (Ljudi s tschistoi sowestju) – von Pjotr Petrowitsch Werschigor
- Der Wald (Les) – von Alexander Ostrowski
- Der älteste Sohn (Starschi syn) – von Alexander Wampilow
- Onkel Wanja (Djadja Wanja) – von Anton Tschechow

### Maly-Theater
- Der Landjunker (Neborosl) – von Denis Fonwisin
- Eine Dummheit macht auch der Gescheiteste (Na wsjakogo mudreza dowolno prostoty) – von Alexander Ostrowski
- Иван (Iwan) – von Alexander Alexejewitsch Kudrjawzew
- Verstand schafft Leiden (Gore ot uma) – von Alexander Gribojedow
- Retro – von Alexander Galin
- Fürst Serebrenny (Knas Serebrjany) – von Alexei Tolstoi
- Das Käthchen von Heilbronn – von Heinrich von Kleist

## Filmografie (Auswahl)

### Darsteller
- 1957: Der Ringer und der Clown (Borez i kloun)
- 1958: Daß es dich gibt … (Dorogoi moi tschelowek iwra)
- 1958: Du bist nicht allein (Stutschis w ljubuju dwer)
- 1960: Die Dame mit dem Hündchen (Dama s sobatschkoi)
- 1960: Normandie – Njemen (Normandie - Niémen)
- 1962: Der Amphibienmensch (Tschelowek-amfibija)
- 1962: Umwege zum Glück (Artist is Kochanowski)
- 1963: Der Strafstoß (Schtrafnoi udar)
- 1965: Polizeihund Muchtar (Ko mne, Muchtar!)
- 1965: Unser Zuhause (Nasch dom)
- 1966: Flügel (Krylja)
- 1967: In der Stadt S. (W gorode S.)
- 1968: Schild und Schwert (Schtschit i metsch)
- 1969: Угрюм-река (Ugrjum-reka) (Filmreihe)
- 1970: Wir und Vulkan (My s Wulkanom)
- 1970: Schuld und Sühne (Prestuplenije i nakasanije)
- 1971: Die 12 Stühle (Dwenadzat stuljew)
- 1972: Schwarzer Zwieback (Tschjornyje suchari)
- 1973: Ein schlechter, guter Mensch (Plochoi choroschi tschelowek)
- 1973: Auf eigenen Wunsch (Po sobstwennomu schelaniju)
- 1974: Start zur Kassiopeia (Moskwa-Kassiopeja)
- 1975: Roboter im Sternbild Kassiopeia (Otroki wo Wselennoi)
- 1976: Die Einzige (Edinstwennaja)
- 1977: Bewegte Kindheit (Ognennoje detstwo)
- 1977: Ты – мне, я – тебе (Ty – mne, ja – tebe)
- 1978: Asja
- 1978: Eine Liebeserklärung (Objasnenije w ljubwi)
- 1979: Besondere Kennzeichen: Keine (Osobych primet net)
- 1980: Vater und Sohn (Otez i syn)
- 1983: Aus ist’s mit der Ruhe (Spokoistwije otmenjaetsja)
- 1983: Abenteuer mit der Tarnkappe (Tam, na newedomych doroschkach…)
- 1986: Am Sankt-Nimmerleinstag (Posle doschditschka w tschetwerg)

### Synchronsprecher
- 1964: Abenteuer im Zauberwald (Morosko)
- 1967: Сказка о золотом петушке (Skaska o solotom petuschke) (Animationsfilm)
- 1987: Белая цапля (Belaja zaplja) (Animationsfilm)